# 得点圏
得点圏（とくてんけん）とは、二塁及び三塁の総称で、野球又はソフトボール等で用いられる便宜的用語である。スコアリングポジション。英語はscoring position。スポーツ新聞ではよく使用される。

## 概要
「得点圏」名称の由来は、二塁又は三塁に走者を置いた状態で打者が安打を打つと、極めて得点になりやすいためである。
「得点圏」は、公式な記録用語ではない。その安打によって、得点圏の走者が生還できない場合や一塁走者が生還できる場合もある。「得点圏」は攻守双方のチャンス、ピンチの目安として試合実況や記事等で頻繁に用いられる用語である。